# Stranger Things (1.ª temporada)
A primeira temporada de Stranger Things foi anunciada pela Netflix em abril de 2015. Matt Duffer e Ross Duffer são os showrunners e produtores executivos. A primeira temporada estreou em 15 de julho de 2016, estrelada por Winona Ryder, David Harbour, Finn Wolfhard, Millie Bobby Brown, Gaten Matarazzo, Caleb McLaughlin, Natalia Dyer, Charlie Heaton, Cara Buono e Matthew Modine, com Noah Schnapp, Joe Keery e Shannon Purser em papéis recorrentes. As performances de Ryder, Harbour, Wolfhard, Brown e Modine foram aclamadas pela crítica.

## Premissa
A primeira temporada começa em novembro de 1983, quando pesquisadores do Laboratório Nacional Hawkins abrem um portal para o Mundo Invertido, uma dimensão alternativa. Um monstro do Mundo Invertido escapa e sequestra um garoto chamado Will Byers e uma adolescente chamada Barbara. A mãe de Will, Joyce, e o chefe de polícia da cidade, Jim Hopper, procuram Will, ao mesmo tempo, uma jovem garota psicocinética chamada Onze escapa do laboratório e ajuda os amigos de Will, Mike, Dustin e Lucas em seus próprios esforços para encontrá-lo. 

## Elenco e personagens

### Principal
- Winona Ryder como Joyce Byers
- David Harbour como James 'Jim' Hopper Jr.
- Finn Wolfhard como Michael 'Mike' Wheeler
- Millie Bobby Brown como Jane Hopper / Onze
- Gaten Matarazzo como Dustin Henderson
- Caleb McLaughlin como Lucas Sinclair
- Natalia Dyer como Nancy Wheeler
- Charlie Heaton como Jonathan Byers
- Cara Buono como Karen Wheeler
- Matthew Modine como Dr. Martin Brenner

### Recorrente
- Joe Chrest como Ted Wheeler
- Joe Keery como Steve Harrington
- Rob Morgan como Calvin Powell
- John Paul Reynolds como Phil Callahan

### Convidado
- Ross Patridge como Lonnie Byers
- Shannon Purser como Barbara 'Barb' Holland
- Noah Schnapp como William 'Will' Byers
- Mark Steger como O Monstro
- Chris Sullivan como Benny Hammond
- Aimee Mullins como Terry Ives
- Amy Seimetz como Becky Ives

## Episódios
| N.º geral | N.º na temp. | Título                                                                                           | Dirigido por        | Escrito por                                                   | Lançamento          |
| --- | ------------ | ------------------------------------------------------------------------------------------------ | ------------------- | ------------------------------------------------------------- | ------------------- |
| 1 | 1            | "Chapter One: The Vanishing of Will Byers" "(Capítulo Um: O Desaparecimento de Will Byers)" (BR) | The Duffer Brothers | The Duffer Brothers                                           | 15 de julho de 2016 |
| Em novembro de 1983, no laboratório do Departamento de Energia dos Estados Unidos na cidade de Hawkins, Indiana, um cientista é atacado por uma criatura escondida. Enquanto anda de bicicleta após jogar uma partida de Dungeons & Dragons com seus amigos, o garoto de 12 anos Will Byers encontra a criatura e desaparece. No dia seguinte, uma menina com cabelo raspado, vestindo um ropão hospitalar rouba a comida de um restaurante local. O proprietário, Benny, tem pena dela e a alimenta antes de chamar o serviço social. Ele vê uma tatuagem no braço dela, e a chama de Onze. Uma mulher chega e se apresenta como uma profissional do serviço social e mata Benny. Homens armados chegam ao restaurante para pegar Onze, mas ela escapa. A mãe de Will, Joyce, acredita que ouviu a voz de Will numa ligação, mas o telefone leva um curto-circuito. Os amigos de Will, Mike, Dustin e Lucas procuram-no na floresta e encontram Onze. |              |                                                                                                  |                     |                                                               |                     |
| 2 | 2            | "Chapter Two: The Weirdo on Maple Street" "(Capítulo Dois: A Estranha na Rua Maple)" (BR)        | The Duffer Brothers | The Duffer Brothers                                           | 15 de julho de 2016 |
| Os meninos levam Onze para a casa do Mike e ela dorme no porão. No dia seguinte, Mike apelida ela de "On". Ela diz que "pessoas más" estão procurando por ela e se recusa a falar com os pais de Mike. Os cientistas do laboratório encontram uma substância escorrendo nas paredes da casa de Joyce. Na casa de Mike, Onze reconhece Will por uma foto e aponta para ele. Dustin e Lucas querem dizer aos pais de Mike sobre a Onze, mas ela usa poderes mentais para impedi-los. Enquanto está a procura de Will, o Sr. Clarke, professor de Ciências dos meninos, encontra um pedaço de um ropão hospitalar perto do laboratório. Nancy vai com sua amiga Barb para uma festa na casa do seu namorado, Steve. O irmão de Will, Jonathan, investiga o bosque onde o garoto desapareceu. Ele ouve um grito, mas encontra apenas Steve, Nancy e seus amigos brincando ao redor da piscina da casa do Steve. Ele tira fotos escondidas deles. Barb, sozinha à beira da piscina, desaparece. Joyce recebe outra ligação de Will, ouve uma música do quarto dele e vê algo surgindo através da parede. |              |                                                                                                  |                     |                                                               |                     |
| 3 | 3            | "Chapter Three: Holly, Jolly" "(Capítulo Três: Caramba)" (BR)                                    | Shawn Levy          | Jessica Mecklenburg                                           | 15 de julho de 2016 |
| Barb acorda em uma piscina vazia e suja. Ela grita para Nancy e tenta sair, mas é arrastada por algo invisível. Joyce coloca luzes de natal ao redor de sua casa para falar com Will, que pode fazer as luzes piscarem. O diretor do laboratório de Hawkins Dr. Martin Brenner, permite que o Xerife Hopper veja as imagens das câmeras de segurança do laboratório. Hopper percebe que é falso. Ele e seus ajudantes vão do laboratório até uma mulher chamada Terry Ives que alega que a filha dela foi tomada pelo Dr. Brenner. Onze tem um flashback com Brenner, a quem ela chama de "papai", ele a coloca numa cela solitária por não querer usar seus poderes para machucar um gato. Nancy se preocupa com a Barb, que está desaparecida. Steve e seus amigos descobrem as fotografias que Jonathan tirou e quebram a câmera. Nancy recupera uma foto da Barb à beira da piscina e retorna para casa do Steve para procurar por ela. Nancy encontra o carro de Barb e vê a criatura na floresta. Joyce faz um código com as letras do alfabeto e com as luzes de Natal para se comunicar com Will, ele usa e diz que está vivo, mas não está seguro. Um corpo, aparentemente de Will, é descoberto na água em uma pedreira. |              |                                                                                                  |                     |                                                               |                     |
| 4 | 4            | "Chapter Four: The Body" "(Capítulo Quatro: O Corpo)" (BR)                                       | Shawn Levy          | Justin Doble                                                  | 15 de julho de 2016 |
| Onze consegue provar aos meninos que Will está vivo usando o walkie-talkie de Mike. Joyce vai ao necrotério para ver o corpo de Will mas se recusa a acreditar que é ele. Os meninos levam a Onze disfarçada para o colégio. Joyce ouve Will em sua parede da sala. Ela rasga o papel de parede para encontrar Will e vê uma membrana tentando atravessar. No colégio, Onze usa o rádio amador do Sr. Clarke para o canal onde Will está conversando com sua mãe. Joyce destrói a parede com um machado, mas revela apenas a varanda da frente. Nancy descobre uma figura atrás de Barb na foto de Jonathan. Jonathan percebe que a figura coincide com a descrição que sua mãe deu da criatura: uma figura humanoide com braços longos e sem rosto. Nancy diz a polícia sobre sua amiga desaparecida e depois admite para a mãe dela que ela dormiu com Steve. Quando ela diz a Steve sobre a polícia, ela está irritada que ele só se preocupe em não ter problemas com seu pai. Hopper confronta o polícial do estado que encontrou o corpo de Will e bate nele até que ele admita que foi obrigado a mentir. Hopper vai ao necrotério e descobre que o suposto corpo de Will é um boneco. Ele invade o laboratório de Hawkins. |              |                                                                                                  |                     |                                                               |                     |
| 5 | 5            | "Chapter Five: The Flea and the Acrobat" "(Capítulo Cinco: A Pulga e o Acrobata)" (BR)           | The Duffer Brothers | Alison Tatlock                                                | 15 de julho de 2016 |
| O pai de Will, Lonnie, assegura a Joyce que suas experiências são alucinações. Os meninos concluem que Will está preso em uma dimensão alternativa que Onze chama de Mundo Invertido. Hopper descobre um portal no porão do laboratório e acaba sendo nocauteado pelos guardas. Ele acorda em sua casa e encontra um microfone escondido. Depois do funeral de Will, os meninos perguntam ao Sr. Clarke sobre outras dimensões. Ele diz a eles que uma gota espaço-temporal de alta energia poderia criar uma passagem entre as dimensões. Os policiais informam a Hopper que o carro de Barb foi encontrado pelo Estado; Hopper suspeita do envolvimento do estado. Presumindo que um rasgo no espaço-tempo perturbaria o campo eletromagnético da Terra, os meninos seguem suas bússolas. Onze se lembra de ser colocada em um tanque de privação sensorial para telepaticamente espionar um homem falando russo; enquanto ouvia, ela se deparou com a criatura. Com medo de se deparar novamente com a criatura, Onze redireciona as bússolas. Lucas percebe a distorção e confronta ela. Mike a defende e começa a discutir com Lucas. Durante a briga, Onze joga Lucas para longe com o poder da mente. Enquanto Mike e Dustin tentam acordar Lucas, Onze desaparece. Na floresta, Nancy e Jonathan encontram um cervo ferido. A criatura arrasta o cervo para longe, e Nancy e Jonathan seguem o rastro de sangue. Nancy rasteja através de uma passagem para o Mundo Invertido e vê a criatura comendo o cervo. Ela pisa em um galho e chama a atenção da criatura. |              |                                                                                                  |                     |                                                               |                     |
| 6 | 6            | "Chapter Six: The Monster" "(Capítulo Seis: O Monstro)" (BR)                                     | The Duffer Brothers | Jessie Nickson-Lopez                                          | 15 de julho de 2016 |
| Jonathan puxa Nancy através da passagem e a salva do monstro. Quando eles chegam à casa dela, Nancy diz que está assustada e pede a Jonathan que fique no quarto com ela. Steve vê os dois juntos pela janela e acha que eles estão namorando. No dia seguinte, Nancy e Jonathan decidem matar o monstro e compram armadilhas numa loja. Durante uma briga com Steve, Jonathan agride um policial e é preso. Joyce e Hopper rastream Terry Ives, que é cuidada por sua irmã Becky e é catatônica. Becky explica que Terry foi submetida a testes do Projeto MKultra enquanto estava grávida; ela acredita que a filha dela, Jane, foi raptada por Brenner no nascimento. Joyce e Hopper concluem que Onze é a provável Jane. Onze rouba waffles de um mercado. Ela se recorda que pedem para ela entrar em contato com o monstro abrindo um portal no Mundo Invertido pelo porão do laboratório. Enquanto procuram por Onze, Mike e Dustin caem em uma emboscada pelos valentões Troy e James. Troy impede Dustin com uma faca e exige que Mike faça um salto suicida no lago onde o corpo de Will foi descoberto. Mike pula, mas é levitado com segurança por Onze, que despacha os valentões. Lucas vê agentes deixando o laboratório e percebe que eles estão indo para a casa do Mike. |              |                                                                                                  |                     |                                                               |                     |
| 7 | 7            | "Chapter Seven: The Bathtub" "(Capítulo Sete: A Banheira)" (BR)                                  | The Duffer Brothers | Justin Doble                                                  | 15 de julho de 2016 |
| Lucas avisa Mike por walkie-talkie que os agentes do governo estão a caminho de sua casa. Onze vira uma van com o poder da mente e as crianças fogem. Lucas se reconcilia com Mike e Onze. Joyce e Hopper são chamados para a delegacia por causa da prisão do Jonathan. Jonathan e Nancy falam o que sabem sobre o monstro para Joyce e Hopper. O grupo entra em contato com Mike e seus amigos e eles se encontram. Eles pedem para Onze procurar Will e Barb, mas seus feitos anteriores a deixaram muito fraca para encontrá-los. Para ampliar os poderes de Onze, eles invadem o colégio e constroem um tanque de privação sensorial. Onze encontra o cadáver de Barb com uma criatura parecida com uma lesma saindo de sua boca. Com a ajuda de Joyce, ela encontra Will vivo, no Mundo Invertido, no "Forte Byers", o seu forte no quintal. Hopper e Joyce invadem o Laboratório Hawkins, mas são presos por guardas de segurança. Nancy e Jonathan decidem matar o monstro e roubam sua caça de volta da estação de polícia. No Mundo invertido, o monstro invade o forte onde Will está escondido. |              |                                                                                                  |                     |                                                               |                     |
| 8 | 8            | "Chapter Eight: The Upside Down" "(Capítulo Oito: O Mundo Invertido)" (BR)                       | The Duffer Brothers | História por : Paul Dichter Roteiro por : The Duffer Brothers | 15 de julho de 2016 |
| Hopper dá a localização de Onze para Brenner em troca do acesso ao portal. Ele e Joyce entram no Mundo Invertido. Hopper lembra de sua filha Sarah lutando para respirar antes de seu diagnóstico com câncer. Nancy e Jonathan montam a armadilha na casa dos Byers, em seguida, cortam as mãos para atrair o monstro com seu sangue. Steve aparece, com a intenção de se desculpar com Jonathan pela briga. O monstro ataca mas desaparece antes de cair na armadilha. Steve entra em seu carro para sair, mas fica quando percebe que o monstro está voltando. O monstro cai na armadilha, mas volta para o Mundo Invertido. Onze e os meninos se escondem no colégio. Mike convida Onze para uma dança de escola chamada baile de inverno e a beija. Brenner e seus agentes chegam para pegar Onze de volta; Onze mata a maioria deles, mas fica muito cansada. Quando Brenner a adormece, o monstro o ataca. Os meninos levam onze para uma sala de aula e se escondem. Hopper e Joyce encontram o ninho do monstro na biblioteca da cidade do Mundo Invertido. Will está lá, inconsciente com uma gavinha em sua garganta. No colégio, o monstro encontra as crianças e acaba sendo desintegrado pela Onze, que logo depois, desaparece. Hopper e Joyce conseguem reanimar Will. Will é hospitalizado e se reuniu com sua mãe, irmão e amigos. Hopper é relutante ao pegar um carro preto. Um mês depois, Nancy volta a namorar com Steve, e ambos são amigos de Jonathan. Hopper deixa waffles e outros alimentos em uma caixa na floresta. Will tosse uma criatura parecida com uma lesma e tem uma visão do Mundo Invertido, mas decide esconder isso de sua família. |              |                                                                                                  |                     |                                                               |                     |

## Produção

### Desenvolvimento
Stranger Things foi criado por Matt e Ross Duffer, conhecidos profissionalmente como The Duffer Brothers. Os dois terminaram de escrever e produzir seu filme de 2015, Hidden, que eles tentaram imitar o estilo de M. Night Shyamalan, no entanto, devido a mudanças na Warner Bros., sua distribuidora, o filme não teve um grande lançamento e os Duffers estavam inseguros de seu futuro. Para sua surpresa, o produtor de televisão Donald De Line se aproximou deles, impressionado com o roteiro de Hidden, e ofereceu-lhes a oportunidade de trabalhar em episódios de Wayward Pines ao lado de Shyamalan. Os irmãos foram orientados por Shyamalan durante a produção do episódio, de modo que, quando terminaram, sentiram que estavam prontos para produzir sua própria série de televisão.
Os irmãos Duffer prepararam um roteiro que seria essencialmente semelhante ao episódio piloto da série, junto com um livro de notas de 20 páginas para ajudar a compra da série em torno de uma emissora. Eles lançaram a história para um número de redes de televisão a cabo, todos os quais rejeitaram o roteiro com base no fato de que eles sentiam que um enredo centrado em torno de crianças como personagens principais não funcionava, pedindo-lhes para torná-lo um programa infantil ou para deixar as crianças e se concentrar na investigação paranormal de Hopper. No início de 2015, Dan Cohen, vice-presidente da 21 Laps Entertainment, levou o roteiro ao colega Shawn Levy. Eles subsequentemente convidaram os irmãos para o seu escritório e compraram os direitos da série, dando plena autoria a eles. Depois de ler o piloto, o serviço de streaming Netflix comprou a temporada inteira por um valor não revelado; o programa foi anunciado posteriormente para o lançamento planejado de 2016 pela Netflix no início de abril de 2015. Os Duffer Brothers afirmaram que na época em que tinham ingressado na Netflix, o serviço já havia sido reconhecido por sua programação original, como House of Cards e Orange is the New Black, com produtores bem reconhecidos por trás deles e prontos para começar dando aos produtores futuros uma chance. Os irmãos começaram a escrever a série e trouxeram Levy e Cohen como produtores executivos para começar a escalar o elenco e filmar.
A série era originalmente conhecida como Montauk, já que o cenário do roteiro estava em Montauk, Nova York e nas proximidades de Long Beach. Os irmãos escolheram Montauk, pois tinha mais ligações de Spielberg com o filme Jaws, onde Montauk foi usado para o cenário fictício de Amity Island. Depois de decidir mudar a narrativa da série para a cidade fictícia de Hawkins, os irmãos sentiram que agora podiam fazer coisas na cidade, como colocá-la em quarentena, que eles realmente não podiam imaginar com uma localização real. Com a mudança de localização, eles tiveram que criar um novo título para a série sob orientação de Ted Sarandos, da Netflix, para que eles pudessem começar a comercializá-lo para o público. Os irmãos começaram usando uma cópia do livro de Stephen King, Firestarter, para considerar a fonte e a aparência do título, e elaboraram uma longa lista de possíveis alternativas. Stranger Things surgiu como se parecesse com outro livro de King, Needful Things, apesar de Matt notar que ainda tinha "muitos argumentos acalorados" sobre o título final.

### Roteiro
A ideia de Stranger Things começou com a forma como os irmãos sentiram que poderiam levar o conceito do filme Prisoners de 2013, detalhando as lutas morais que um pai passa quando sua filha é raptada, e expandi-lo ao longo de oito ou mais horas em uma abordagem de televisão serializada. Ao se concentrarem no aspecto infantil desaparecido da história, eles queriam introduzir a ideia de "sensibilidade infantil" que podiam oferecer e brincavam com a ideia de um monstro que poderia devorar humanos. Os irmãos achavam que a combinação dessas coisas "era a melhor coisa de todas". Para introduzir esse monstro na narrativa, eles consideraram "experiências bizarras que havíamos lido sobre a Guerra Fria", como o Projeto MKULTRA, que deu um jeito de fundamentar a existência do monstro na ciência, em vez de algo espiritual. Isso também os ajudou a decidir sobre o uso de 1983 do período de tempo, como foi um ano antes do filme Red Dawn, que focou na paranoia da Guerra Fria. Posteriormente, eles foram capazes de usar todas as suas próprias inspirações pessoais a partir da década de 1980, a década em que nasceram, como elementos da série, criando no mundo da ficção científica e do horror. Os Duffer Brothers citaram como influência para o programa (entre outros): livros de Stephen King; filmes produzidos por Steven Spielberg, John Carpenter, Wes Craven, Robert Zemeckis, George Lucas e Guillermo del Toro; filmes como Alien e Stand by Me; anime japonês como Akira e Elfen Lied; e videogames como Silent Hill e The Last of Us.
Com a Netflix como plataforma, os irmãos Duffer não se limitaram a um formato típico de 22 episódios, optando pela abordagem de oito episódios. Eles estavam preocupados que uma temporada de 22 episódios na televisão seria difícil "contar uma história cinematográfica" com tantos episódios. Oito episódios permitiram que eles dessem tempo para caracterização, além do desenvolvimento narrativo; se tivessem menos tempo disponível, eles teriam que permanecer comprometidos em contar um filme de terror assim que o monstro fosse apresentado e abandonar a caracterização. Nos oito episódios, os irmãos pretendiam fazer com que a primeira temporada "parecesse um grande filme", com todas as principais linhas de enredo concluídas para que "o público se sentisse satisfeito", mas deixou sem solução o suficiente para indicar "há uma mitologia maior, e há muitos tópicos pendentes no final", algo que poderia ser explorado em outras temporadas se a Netflix optasse por criar mais.
Quanto à escrita para os personagens infantis da série, os irmãos Duffer se consideravam excluídos de outros estudantes enquanto cursavam o ensino médio e, portanto, acharam fácil escrever para Mike e seus amigos, e particularmente para Barb. Joyce foi criada após o personagem de Richard Dreyfuss, Roy Neary, em Close Encounters of the Third Kind, quando ela parece "absolutamente maluca" para todos os outros enquanto tenta encontrar Will. Outros personagens, como Billy na segunda temporada, têm mais atributos vilões que não são necessariamente óbvios desde o início; Matt explicou que eles se inspiraram mais em Stephen King para esses personagens, já que King "sempre tem grandes vilões humanos" que podem ser mais maliciosos que o mal sobrenatural.

### Escolha do elenco

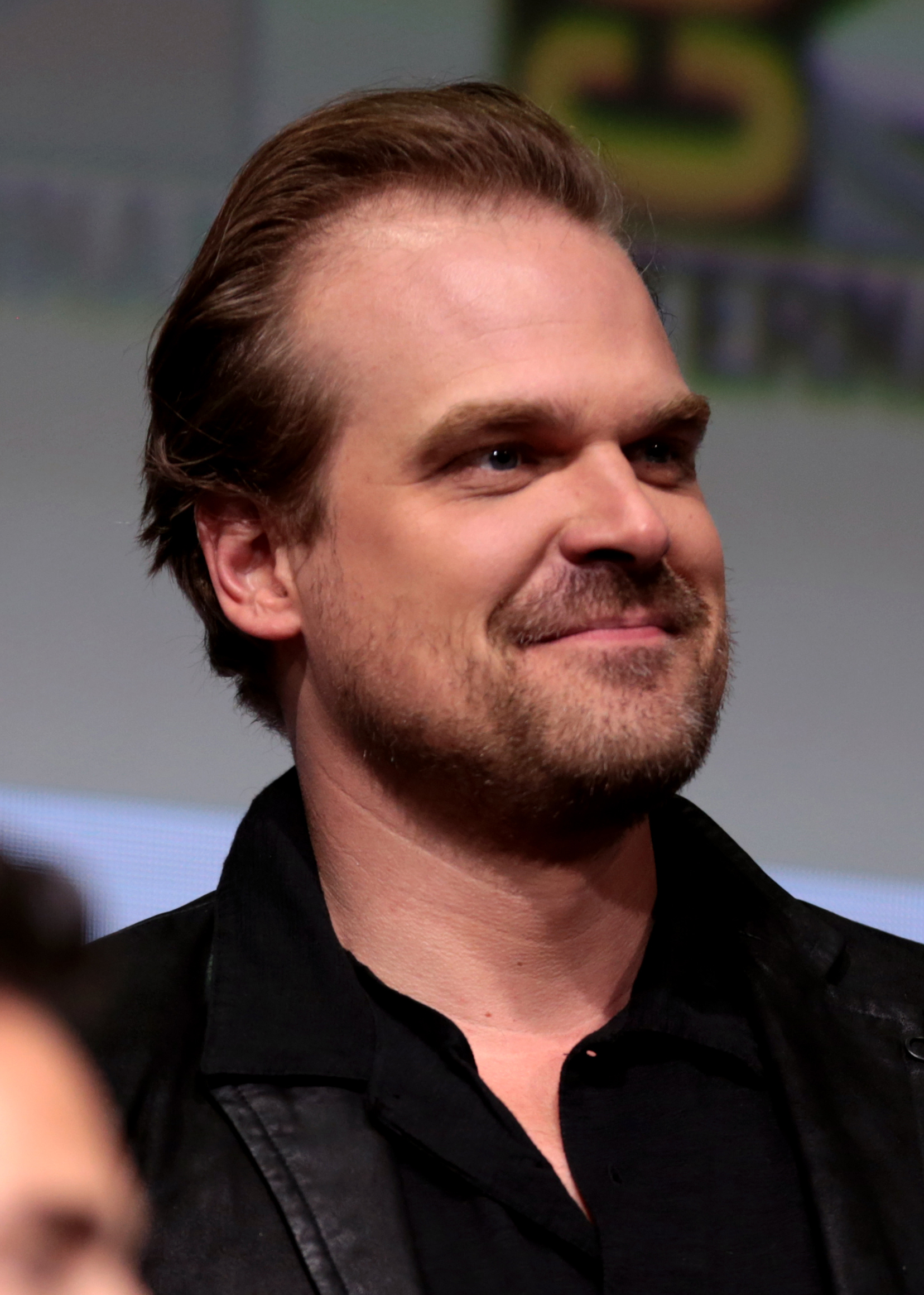
Os Duffers escalaram David Harbour como sheriff Hopper acreditando que essa era a sua oportunidade de interpretar um personagem principal em um trabalho.

Em junho de 2015, foi anunciado que Winona Ryder e David Harbour haviam se juntado à série como Joyce e como chefe de polícia sem nome, respectivamente. A diretora de elenco dos irmãos, Carmen Cuba, havia sugerido Ryder para o papel de Joyce, que os dois foram imediatamente atraídos por causa de sua predominância nos filmes dos anos 80. Levy acreditava que Ryder poderia "desgraçar a urgência emocional e ainda encontrar camadas e nuances e lados diferentes de [Joyce]". Ryder elogiou que as várias histórias da série exigiam que ela agisse por Joyce como "ela está fora de si, mas ela está meio que em alguma coisa", e que os produtores acreditavam que ela poderia fazer o difícil papel. Os irmãos Duffer estavam interessados em Harbor antes, que até Stranger Things basicamente tinha papéis menores como personagens vilões, e eles sentiam que ele estava "esperando muito tempo para esta oportunidade" de ter uma vantagem, enquanto o próprio Harbour estava entusiasmado com o roteiro e a chance de interpretar "um personagem quebrado, defeituoso e anti-herói".
Na escolha do elenco adicional seguido dois meses depois com Finn Wolfhard como Mike, Millie Bobby Brown em um papel não revelado, Gaten Matarazzo como Dustin, Caleb McLaughlin como Lucas, Natalia Dyer como Nancy e Charlie Heaton como Jonathan. Em setembro de 2015, Cara Buono se juntou ao elenco como Karen, seguido por Matthew Modine como Martin Brenner um mês depois. Outro elenco adicional para a primeira temporada inclui Noah Schnapp como Will, Shannon Purser como Barbara "Barb" Holland, Joe Keery como Steve Harrington, e Ross Partridge como Lonnie, entre outros.
Os atores que fizeram audições para os papéis das crianças leram as trechos do filme Stand By Me. Os irmãos Duffer estimaram que eles passaram por cerca de mil atores diferentes para os papéis. Eles notaram que Wolfhard já era "um cinéfilo" dos filmes do período de 1980 e facilmente preenchia o papel, enquanto eles achavam que o teste de Matarazzo era muito mais autêntico do que a maioria das outras audições, e o selecionaram depois de uma única exibição de seu vídeo de audição. Como o elenco foi iniciado imediatamente depois que a Netflix divulgou o programa, e antes de os scripts serem totalmente concluídos, isso permitiu que alguns papéis do ator assumissem os papéis para refletir no roteiro. O elenco dos jovens atores foi feito logo após o primeiro roteiro ser concluído, e roteiros subsequentes incorporaram aspectos desses atores. Os irmãos disseram que Modine forneceu informações significativas sobre o caráter do Dr. Brenner, a quem eles não haviam realmente elaborado antes, considerando o personagem mais difícil de escrever, devido às suas aparições limitadas dentro da narrativa.

### Filmagens
Os irmãos desejaram filmar a série em torno da área de Long Island para coincidir com o conceito inicial de Montauk. No entanto, com as filmagens agendadas para novembro de 2015, foi difícil filmar em Long Island no tempo frio, e a produção começou a explorar locais dentro e ao redor da área de Atlanta, na Geórgia. Os irmãos, que cresceram na Carolina do Norte, encontraram muitos lugares que os fizeram lembrar de suas próprias infâncias naquela área, e sentiram que a área funcionaria bem com a mudança narrativa para a cidade fictícia de Hawkins, Indiana.
As filmagens da primeira temporada começaram em novembro de 2015 e foram feitas extensivamente em Atlanta, Geórgia, com os irmãos Duffer e Levy lidando com a direção de episódios individuais. Jackson serviu de base para a cidade fictícia de Hawkins, Indiana. Outros locais de filmagem incluíam o Georgia Mental Health Institute como o local do Hawkins National Laboratory, Bellwood Quarry, Patrick Henry High School em Stockbridge, Geórgia, para as cenas do ensino médio e do ensino médio, O Departamento de Educação Continuada da Universidade Emory, a antiga prefeitura em Douglasville, Geórgia, Georgia International Horse Park, a corte de sucessões em Butts County, Geórgia, Old East Point Library e a East Point First Baptist Church em East Point, Geórgia, Fayetteville, Geórgia, Stone Mountain Park, Palmetto, Geórgia e Winston, Geórgia. O trabalho foi feito no Screen Gem Studios, em Atlanta. A série foi filmada com uma câmera digital Red Dragon. As filmagens para a primeira temporada foram concluídas no início de 2016.
Durante as filmagens, os irmãos tentaram capturar o que poderiam ser vistas como homenagens a muitas das referências dos anos 80 que eles recordaram. Seu objetivo não era necessariamente preencher o trabalho com essas referências, mas sim fazer com que a série parece ao espectador como um filme dos anos 80. Eles passaram pouco tempo revisando essas obras e, em vez disso, passaram pela memória. Matt reconheceu ainda que algumas das suas homenagens nas filmagem não foram propositadamente feitas, mas foram encontradas para ser muito comparável, como destacado por um vídeo feito por fãs que compara o programa a vários trabalhos dos anos 80 lado a lado. Matt comentou no vídeo que "alguns eram deliberados e outros subconscientes." Os irmãos reconheceram que muitas das cenas icônicas desses filmes dos anos 80, como Poltergeist, eram sobre "pegar um objeto muito comum com o qual as pessoas lidam todos os dias, seu aparelho de televisão e imbuí-lo com algo de outro mundo", levando à ideia de usar as cordas de luz de Natal para Will se comunicar com Joyce.
Os irmãos atribuíram grande parte dos anos 80 ao set e figurinistas e os compositores de trilha sonora que ajudaram a criar a era para eles. Lynda Reiss, diretora de adereços, tinha um orçamento de US$ 220 mil, semelhante à maioria dos filmes, para adquirir artefatos da década de 80. A maior parte dos adereços eram itens originais dos anos 80 com apenas algumas peças, como os livros de Dungeons & Dragons feitos como réplicas.

### Efeitos visuais
Para criar o efeito envelhecido para a série, uma granulação de filme foi adicionado sobre a filmagem, que foi capturada por escaneamento em filme da década de 80. Os Duffers queriam assustar o público, mas não necessariamente tornar o programa violento ou sangrento, seguindo em linha com a forma como os filmes da Amblin Entertainment dos anos 80. Foi "muito mais sobre humor e atmosfera e suspense e pavor do que sobre o sangue", embora não tenham medo de empurrar para elementos mais assustadores, particularmente no final da primeira temporada. Os irmãos queriam evitar qualquer efeito gerado por computador para o monstro e outras partes da série e permaneceram com efeitos práticos. No entanto, o tempo de filmagem de seis meses deixou pouco tempo para planejar e testar equipamentos de efeitos práticos para algumas cenas. Eles foram com um meio termo de usar adereços construídos, incluindo um para o monstro sempre que podiam, mas para outras cenas, como quando o monstro explode através de uma parede, eles optaram por usar efeitos digitais. A pós-produção na primeira temporada foi concluída uma semana antes de ser lançada na Netflix.
Levy apresentou o estúdio aos irmãos Duffer, que explicou sua visão do programa inspirado nos anos 80, que ajudou o estúdio a consertar o conceito que os produtores queriam. Mais tarde, mas antes das filmagens, os produtores enviaram ao Imaginary Forces o roteiro do piloto, a música de fundo para os títulos da abertura, bem como as várias capas de livros de King e outros autores que eles usaram para estabelecer o título e as imagens, e estavam procurando uma abordagem similar para os títulos da série, usando principalmente uma sequência tipográfica. Eles se inspiraram em várias sequências de títulos de obras dos anos 80 que foram previamente projetadas por Richard Greenberg sob a R/GA, como Altered States e The Dead Zone. Eles também receberam informações de Dan Perri, que trabalhou nos créditos do título de vários filmes dos anos 80. Várias iterações incluíram o desaparecimento de letras, para refletir o tema "ausente" do programa, e fazer com que as letras projetassem sombras sobre os outros, aludindo aos mistérios, antes de se fixarem nas letras deslizantes. O estúdio começou a trabalhar na sequência do título antes de filmar, e levou cerca de um mês, durante o processo de filmagem para deixar os produtores mergulharem no programa e voltarem com mais informações. Inicialmente, eles vinham trabalhando com várias fontes para o título e usavam closes das melhores características dessas fontes, mas, perto do fim, os produtores queriam trabalhar com a ITC Benguiat, exigindo que eles retrabalhassem as cenas. A sequência final é totalmente gerada por computador, mas eles se inspiraram em testar alguns efeitos práticos, como o uso de máscaras Kodalith, como teria sido feito nos anos 80, para desenvolver os filtros apropriados para o software de renderização. A abertura de episódios individuais usavam uma abordagem "fly through", semelhante ao filme Bullitt, que os produtores haviam sugerido ao estúdio.

### Música
A trilha sonora original de Stranger Things foi composta por Michael Stein e Kyle Dixon da banda eletrônica Survive. Ele faz uso extensivo de sintetizadores em homenagem aos artistas e compositores de cinema dos anos 80, incluindo Jean-Michel Jarre, Tangerine Dream, Vangelis, Goblin, John Carpenter, Giorgio Moroder, e Fabio Frizzi.
De acordo com Stein e Dixon, os irmãos Duffer foram fãs da música da Survive, e usaram a música "Dirge" para o trailer que foi usado para vender o programa para a Netflix. Uma vez que o programa teve um sinal verde, os Duffers contataram a Survive por volta de julho de 2015 para perguntar se eles ainda estavam fazendo música; os dois forneceram à equipe de produção dezenas de músicas do passado de sua banda para ganhar seu interesse, ajudando a conseguir o papel deles. Os dois trabalharam com os produtores para selecionar algumas de suas músicas antigas para retrabalhar o programa, enquanto desenvolviam novas músicas. Os dois haviam sido contratados antes do processo de seleção de elenco, de modo que suas demos de motivos eram usadas e tocadas nas fitas de audição dos atores, auxiliando na seleção do elenco. O tema do programa é baseado em um trabalho não utilizado que Stein escreveu muito antes, que acabou na biblioteca de trabalho que eles compartilharam com a equipe de produção, que achava que, com alguns retrabalhos, seria bom para os créditos de abertura.
A trilha sonora original da primeira temporada, composta por 75 músicas de Dixon e Stein divididas em dois volumes, foi lançada pela Lakeshore Records. O primeiro e segundo volumes foram lançados digitalmente em 12 e 19 de agosto de 2016, respectivamente. Enquanto as versões físicas estavam disponíveis em 16 e 23 de setembro de 2016.
Além da música original, Stranger Things apresenta música de época de artistas, incluindo The Clash, Toto, New Order, The Bangles, Foreigner, Echo and the Bunnymen, Peter Gabriel e Corey Hart, bem como trechos de Tangerine Dream, John Carpenter e Vangelis.